# Domicjusz (biskup koptyjski)
Domicjusz (ur. 20 stycznia 1961) – duchowny Koptyjskiego Kościoła Ortodoksyjnego, od 2013 biskup Madinat as-Sadis min Uktubar.

## Życiorys
10 lipca 1987 złożył śluby zakonne w monasterze Syryjczyków. Święcenia kapłańskie przyjął 28 listopada 1993. Sakrę biskupią otrzymał 10 marca 2013.